# كارل جي. أو. هانسن
كارل جي. أو. هانسن (بالإنجليزية: Carl G. O. Hansen)‏ هو مغني وصحفي أمريكي، ولد في 16 مارس 1871 في تروندهايم في النرويج، وتوفي في 10 يونيو 1960 في منيابولس في الولايات المتحدة.

## معرض صور

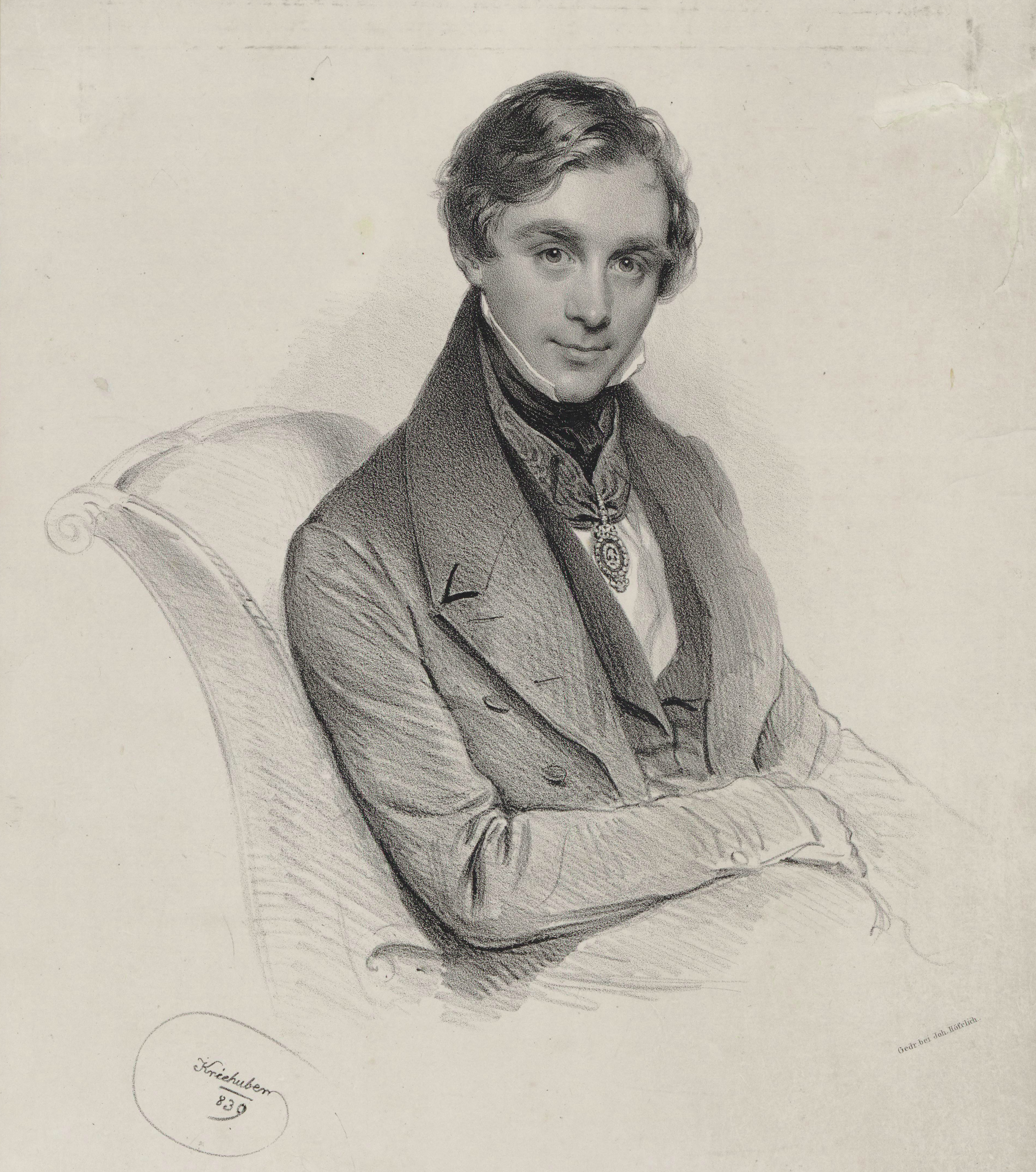
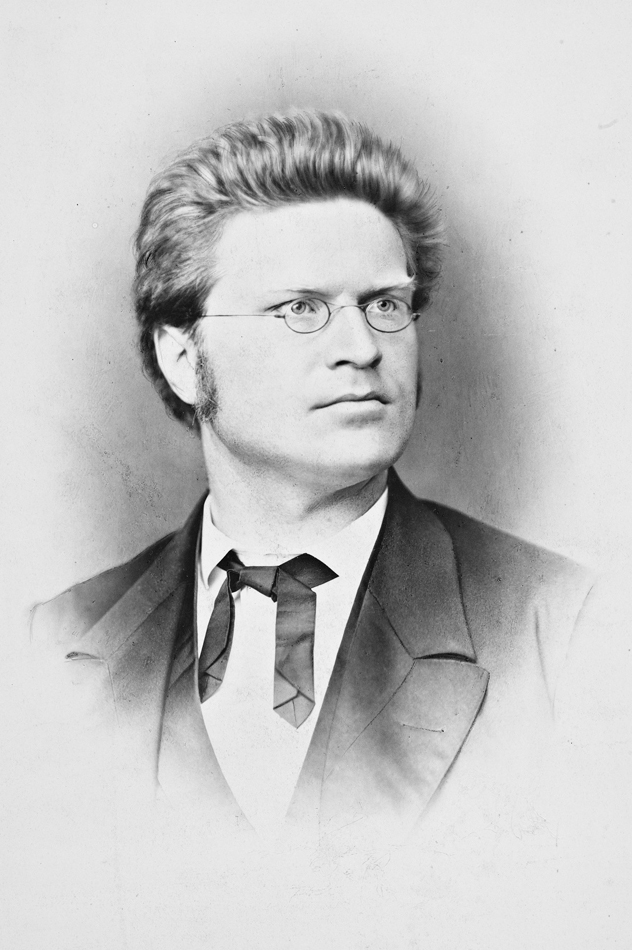
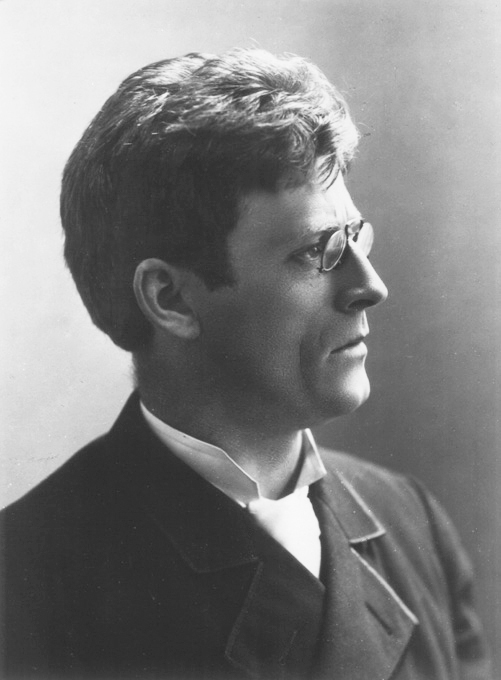